# Randall (Automobilhersteller)
Randall war ein US-amerikanischer Hersteller von Automobilen.

## Unternehmensgeschichte
George N. Randall wohnte in Meadville in Pennsylvania. Er stellte ab 1902 Automobile her. Der Markenname lautete Randall. 1903 endete die Produktion. Insgesamt entstanden nur wenige Fahrzeuge.
Es gab keine Verbindung zu J. V. & C. Randall, die ebenfalls Fahrzeuge als Randall anboten.

## Fahrzeuge
Randall hatte einen eigenen Dampfmotor entwickelt, der 6 PS leistete. Weitere wichtige Teile kaufte er zu. Genannt werden der Kessel von Oswego, der Generator von Kelly, der Regler von Locke, die Karosserie aus Metall von Eastman und die Reifen von Diamond.
Randall komplettierte diese Einzelteile zu kompletten Fahrzeugen und bot sie für 750 US-Dollar an. Der Aufbau war ein offener Runabout mit Platz für zwei Personen. Eine Abbildung zeigt einen Lenkhebel zum Lenken.